# Sven Ribbing (död 1577)
Sven Ribbing, död 18 oktober 1577 i Finnekumla församling, Älvsborgs län, var en svensk mönstringsherre.

## Biografi
Sven Ribbing var son till häradshövdingen Knut Ribbing och Kerstin Gustafsdotter Stierna. Han beseglade Västerås arvsförening 13 januari 1544. Ribbing bevittnade Gustav Vasas testamente 1560 och skrev under trohetsförsäkran till Johan III 1568. Han avled 1577 på Fästered och begravdes i Gällstads kyrka.
Ribbing ägde gårdarna Fästered i Finnekumla socken och Bjurbäck.

### Familj
Ribbing gifte sig 17 juni 1537 med Anna Bengstdotter Gylta (död 1579). Hon var dotter till riksrådet Bengt Gylta och Brita Bengtsdotter (Lillie af Greger Mattssons ätt). De fick tillsammans barnen fänriken Lindorm Ribbing (1538–1565) vid Upplandsfanan, Christina Ribbing (född 1540) som var gift med Gustaf Olofsson Kafle, lagmannen Bengt Ribbing (1541–1594) på Öland, Carin Ribbing (född 1543) som var gift med Lindorm Gustafsson (sparre över ett blad) och Axel Månsson (Roos af Hjelmsäter), ståthållaren Peder Ribbing (1544–1604), Metta Ribbing (född 1545) som var gift med slottsloven Erland Larsson Kafle, kammarjunkaren Gustav Ribbing (1548–1592), Knut Ribbing (1550–1565), riksskattmästaren Seved Ribbing (1552–1613), Nils Ribbing (död 1594), Ingrid Ribbing (1555–1588) som var gift med häradshövdingen Polykarpus Kopp, Ingeborg Ribbing (född 1557), lagmannen Erik Ribbing (1558–1612), landshövdingen Bo Ribbing (1560–1640) och Brita Ribbing (1561–1588).